# Novo Jardim
Novo Jardim là một đô thị thuộc bang Tocantins, Brasil. Đô thị này có diện tích 1309,658 km², dân số năm 2007 là 2419 người, mật độ 1,85 người/km².